# Ак-Орго
Ак-Орго (кирг. Ак-Өргө) — село в Кадамжайском районе Баткенской области Кыргызстана. Входит в состав айылного аймака Исхак-Полотхан.

## География
Село расположено в восточной части области, вблизи государственной границы с Узбекистаном, на расстоянии приблизительно 12 километров (по прямой) к северо-западу от города Кадамжай, административного центра района. Абсолютная высота — 763 метра над уровнем моря.

## История
До 1 января 2023 года село носило название Ноогардан.

## Население
Согласно оценочным данным Национального статистического комитета Кыргызской Республики, численность населения села на начало 2023 года составляла 2532 человека.
| год     | 2009 | 2014 | 2015 | 2020 | 2021 | 2023 |
| ------- | ---- | ---- | ---- | ---- | ---- | ---- |
| человек | 2049 | 2425 | 2169 | 2434 | 2459 | 2532 |